# Нижняя Гусиха (село)
Нижняя Гусиха — село в Усть-Пристанском районе Алтайского края. Административный центр Нижнегусихинского сельсовета.

## История
Основано в 1923 году. В 1926 году в выселок Гусиха состоял из 23 хозяйств. В национальном составе населения того периода преобладали русские. В административном отношении входило в состав Красноярского сельсовета Пристанского района Бийского округа Сибирского края.

## Население
| 1997 | 1998 | 1999 | 2000 | 2001 | 2002 | 2003 | 2004 | 2005 | 2006 | 2007 |
| ---- | ---- | ---- | ---- | ---- | ---- | ---- | ---- | ---- | ---- | ---- |
| 943  | ↘940 | ↘930 | ↘902 | ↘863 | ↘804 | ↘792 | ↘775 | ↘764 | ↗785 | →785 |
| 2008 | 2009 | 2010 | 2011 | 2012 | 2013 |      |      |      |      |      |
| ↘745 | →745 | ↘654 | ↘650 | ↘614 | ↘584 |      |      |      |      |      |

Национальный состав
Согласно результатам переписи 2002 года, в национальной структуре населения русские составляли 97 %.